# 森為三
森 為三（もり ためぞう、旧字体：森 爲三、1884年6月1日 - 1962年7月17日）は、日本の動物学者。

## 経歴
1884年、兵庫県姫路市生まれ。1909年4月、併合前の韓国に招碑されて官立漠城高等学校の教授となった。森は1924年5月まで15年にわたってこの学校に勤続したが、この間に漠城高等学校の校名は1911年11月京城高等普通学校、1921年4月京城第一高等普通学校と変遷した。1924年5月に京城第一高等普通学校教諭を依願退職し、1925年4月30日京城帝国大学予科教授に任じられたが、この間の11ケ月間公務員としての空白期間がある。京城帝大関係の韓国側資料に、「森は農林専門学校出身なので学士の資格がなく、初めは講師であった」とあることから、この11ケ月の間、森は京城帝国大学予科の講師を務め、その後教授に正式採用されたと考えられている。1946年5月31日京城帝国大学予科教授を勅令（ポツダム命令）により自然退官。
1936年、学位論文：「Studies on the geographical distribution of freshwater fishes in eastern Asia（東亜に於ける淡水魚類の地理的分布に就ての研究）」）を京都帝国大学に提出して理学博士号を取得。1962年逝去。

## 受賞・栄典
- 1941年 - 朝鮮文化功労賞（朝鮮総督府より授与）[1]
- 1951年 - 兵庫県教育功労賞
- 1958年 - 兵庫県文化賞[6]
- このほか戦前から戦時中にかけて数次にわたり叙勲の都度に上位の等級となる瑞寶章の授与ならびに叙位があった[1]。
- 1962年 - （死没に伴い）叙勲二等授瑞寶章、位一級追陞（故四位森為三）。

## 研究内容・業績
- 京都大学理学部大津臨湖実験所（現在は生態学研究センター）には森為三ほかによって集められた日本、韓国、台湾、中国本土から集められた淡水魚の小さなコレクションがある。
- 珍島犬の調査を行っている。

## 著作
著書
- 森 為三 (1922). 朝鮮總督府學務局. ed. 朝鮮植物名彙. 朝鮮總督府學務局. NCID BA37002233
- 森 為三 (1928). 滿洲及東部内蒙古脊椎動物目録. 森爲三. NCID BN13357702
- 森 為三 (1934). 第一次滿蒙學術調査研究團. ed. 熱河の淡水魚類に就て. 第一次滿蒙學術調査研究團報告, 第5部第1編. NCID BA30074950
- 森 為三 (1935). 第一次滿蒙學術調査研究團. ed. 熱河の淡水魚類に就て. 第一次滿蒙學術調査研究團報告, 第5部第1編. 岩波書店 (発売). NCID BA79866840
- 福井玉夫, 尾形藤治, 三坂和英, 丘浅次郎, 瀧庸, 森為三 (1939). 第一次滿蒙學術調査研究團. ed. 熱河省産寄生吸蟲類. 熱河省産毛足類. 熱河省産蛭類. 熱河省産軟体動物. 熱河省及其ノ北部地方産哺乳類. 第一次滿蒙學術調査研究團報告, 第5部第1區第1編, 第5部第2區第4編. NCID BA30078816
- 森 為三, 斎藤孝蔵, 石戸谷勉, 趙 福成, 沖波 實, 一色 於菟四郎, 植木秀幹 (1939). 朝鮮自然科学協会. ed. 北支蒙疆地方學術調査團報告論文集. 朝鮮自然科学協会. NCID BA31514185

論文
- 国立情報学研究所収録論文 国立情報学研究所
- 森 爲三 (1928), “FOUR NEW SPECIES OF BATS (VESPERTILIONIDAE) FROM KOREA”, 日本動物学彙報 (社団法人日本動物学会) 11 (4):  389-395
- 森 爲三 (1930), “ON FOUR NEW SMALL MAMMALS FROM MANCHURIA”, 日本動物学彙報 (社団法人日本動物学会) 12 (2):  417-420
- 森 為三 (1952), “オースチン著"The Birds of Korea"の補遺”, 鳥 (日本鳥学会) 13 (61):  16-19, ISSN 00409480
- 森 為三 (1954), “朝鮮慶州炭坑より出土したる旧象化石Bunolophodon sp.に就て(組織・實驗形態・遺傳)”, 動物学雑誌 (社団法人日本動物学会) 163:  185-86, ISSN 00445118
- 森 為三 (1955), “京都府経ヶ崎沖合より発見されたる深海魚の2新種に就いて”, 兵庫農科大学研究報告. 自然科学編 (神戸大学) 2 (1):  1-4, ISSN 0547020X
- 三好保徳; 石山礼蔵; 原田 五十吉; 阿部 襄; 森 為三; 林田和男; 中川 宏 (1959), “綜合討論(生態・分類)”, 動物学雑誌 (社団法人日本動物学会) 68:  109-110, ISSN 00445118

- 業績目録(『兵庫生物』３巻５号 1959年)